# Дойников переулок
До́йников переулок — переулок в Адмиралтейском районе Санкт-Петербурга. Проходит от Бронницкой улицы до Батайского переулка.

## История названия
С 1821 года переулок обозначался как Госпитальный переулок, в связи с нахождением здесь госпиталя лейб-гвардии Семёновского полка. Иногда переулок называли 2-й Госпитальный переулок. В 1862 году переулку присвоено название Богородская улица, по городу Богородску в ряду других улиц Московской полицейской части, наименованных по уездным городам Московской губернии.
6 октября 1923 года улица переименовывается в улицу Дойникова в честь К. О. Дойникова (умер в 1919 году), участника революционного движения в России, депутата Петроградского совета, участника Гражданской войны. В 1930-е годы появилось современное название Дойников переулок.

## История
Улица возникла в первой половине XIX века, как одна из улиц отведённых под расположение Семёновского полка. На этой улице находился госпиталь полка.